# بيرديجاو
بيرديجاو س. أ. هي شركة غذائية برازيلية، تعد أكبر الشركات الغذائية البرازيلية ومن الأكبر في أمريكا الجنوبية، تعمل بيرديجاو في مجال اللحوم الخام والمصنعة، الأجبان، الخضار وأصناف أخرى.

## وصلات خارجية
عنوان الشركة الرئيسي